# Liste der Monuments historiques in Saint-Pierre-du-Palais
Die Liste der Monuments historiques in Saint-Pierre-du-Palais führt die Monuments historiques in der französischen Gemeinde Saint-Pierre-du-Palais auf.

## Liste der Bauwerke
| Bezeichnung      | Beschreibung              | Standort | Kennzeichnung | Schutzstatus | Datum | Bild           |
| ---------------- | ------------------------- | -------- | ------------- | ------------ | ----- | -------------- |
| Kirche St-Pierre | Erbaut im 12. Jahrhundert | (Lage)   | PA00105220    | Inscrit      | 1949  | weitere Bilder |

## Liste der Objekte

### Kirche St-Pierre
| Bezeichnung                           | Beschreibung                                                 | Standort | Kennzeichnung | Schutzstatus | Datum | Bild |
| ------------------------------------- | ------------------------------------------------------------ | -------- | ------------- | ------------ | ----- | ---- |
| Ölgemälde mit Rahmen: Petrus          | Öl auf Leinwand und Holz, 1888                               | (Lage)   | PM17002003    | Inscrit      | 2003  |      |
| Ölgemälde mit Rahmen: Heilige Familie | Öl auf Leinwand und Holz, zweite Hälfte des 19. Jahrhunderts | (Lage)   | PM17002004    | Inscrit      | 2003  |      |
| Monstranz                             | Kupfer, vergoldet, und Email, 19. Jahrhundert                | (Lage)   | PM17001945    | Inscrit      | 2002  |      |
| Ziborium                              | Silber, 19. Jahrhundert                                      | (Lage)   | PM17001946    | Inscrit      | 2002  |      |